# Lepanthes cacique-tone
Lepanthes cacique-tone är en orkidéart som beskrevs av Carlyle August Luer och Rodrigo Escobar. Lepanthes cacique-tone ingår i släktet Lepanthes och familjen orkidéer. Inga underarter finns listade i Catalogue of Life.